# 洒落男たち〜モダンボーイズ〜
『洒落男たち〜モダンボーイズ〜』は、1994年に横内謙介脚本、木村拓哉主演で、都政施行50周年記念公演として上演された青春群像劇。2021年に『モダンボーイズ』として加藤シゲアキ主演で、一色隆司による新たな演出で上演された。

## あらすじ
あらすじ#モダンボーイズを参照。

## 洒落男たち〜モダンボーイズ〜（1994年）

### 作・演出
脚本 - 横内謙介
演出 - 河毛俊作

### キャスト
- 矢萩雄治 - 木村拓哉
- 菊谷栄 - 平田満
- 若月夢子 - 有森也実
- 松井天声 - 松澤一之
- 和田純 - 大高洋夫
- エゾケン - 阿南健治
- デッパ - 六角精児
- 工藤卓蔵 - 川原和久
- 鎌倉乙女 - 歌川椎子
- 三条綾子 - 伴美奈子
- 木村兵吉 - 近藤芳正
- 刑事／青空一家・花政 - 山田明郷
- 看守／青空一家・鉄 - 三上壱郎
- 刑事／青空一家 - 清家利一
- 正太郎 - 赤星明光
- 佐藤文雄 - 中丸新将

### スタッフ
振り付け：ラッキィ池田

### 会場
東京芸術劇場中ホール
都政施行50周年記念公演
TOKYO演劇フェア'94

## モダンボーイズ（2021年）

### 作・演出
脚本 - 横内謙介
演出 - 一色隆司

### キャスト
- 矢萩奏[2] - 加藤シゲアキ
- 菊谷栄 - 山崎樹範
- 若月夢子 - 武田玲奈
- 坂口涼太郎
- 溝口琢矢
- 松田賢二
- きづき
- 伴美奈子
- 羽子田洋子
- 清瀬ひかり
- 紺崎真紀
- 橋本菜摘
- 大川亜耶
- 須田拓未
- 加藤虎ノ介
- 神保悟志
- 大鷹明良

### スタッフ
美術：松井るみ　音楽監督：後藤浩明　照明：吉川ひろ子　音響：山本浩一　衣裳：前田文子　ヘアメイク：河村陽子　ステージング：前田清実　映像：松澤延拓　舞台監督：南部丈　演出助手：神野真理亜　音楽監督助手：高崎真介　ステージング助手：中谷薫

### 会場・日程
- 4/3～16◎東京　新国立劇場 中劇場（全17回）
- 4/28～30◎大阪公演 COOL JAPAN OSAKA WWホール

　　COVID-19感染拡大による緊急事態宣言の発出に伴う政府からの要請を受け、大阪公演を中止。